# Mesorhopella emersoni
Mesorhopella emersoni är en stekelart som beskrevs av Girault 1923. Mesorhopella emersoni ingår i släktet Mesorhopella och familjen sköldlussteklar. Inga underarter finns listade i Catalogue of Life.